# Dworzysko (Frombork)
Dworzysko (deutsch Rothhof) war ein Ort in der polnischen Woiwodschaft Ermland-Masuren. Seine Ortsstelle befindet sich im Gebiet der Stadt-und-Land-Gemeinde Frombork (Frauenburg) im Powiat Braniewski (Kreis Braunsberg).
Dworzysko liegt im Nordwesten der Woiwodschaft Ermland-Masuren, zehn Kilometer südwestlich der Kreisstadt Braniewo (Braunsberg).
Das einstige Rothenhof – nach 1820 Rothof buw. nach 1900 Rothhof genannt – bestand im Kern aus einem kleinen Hof. Im Jahre 1785 wurde er als Vorwerk des Domkapitels Ermland erwähnt. Im Jahre 1910 wurde Rothhof mit 16 Einwohnern genannt. Über eine lange Zeit hinweg war Rothhof ein Wohnplatz des Gutsbezirks Dom Frauenburg im ostpreußischen Kreis Braunsberg. Das änderte sich am 30. September 1928, als Dom Frauenburg und mit ihm Rothhof in die Stadt Frauenburg (Frombork) eingemeindet wurde.
Als 1945 in Kriegsfolge das gesamte südliche Ostpreußen an Polen fiel, erhielt Rothhof die polnische Namensform „Dworzysko“. Der kleine Ort liegt heute im Bereich der Gmina Frombork im Powiat Braniewski. Seine Ortsstelle ist aber nicht mehr erkennbar. Dworzysko gilt als untergegangen.
Bis 1945 war Rothhof in die römisch-katholische Pfarrkirche in Frauenburg im damaligen Bistum Ermland eingegliedert. Außerdem gehörte das Dorf zur evangelischen Kirche Frauenburg in der Kirchenprovinz Ostpreußen der Kirche der Altpreußischen Union.
Die Ortsstelle Rothofs resp. Dworzyskos liegt an einer Straße, die von Frombork (Frauenburg) bis nach Krzywiec (Dittersdorf) führt. Die nächste Bahnstation vor 1945 war Frauenburg an der Haffuferbahn Elbing–Braunsberg.